# Contea di Ningnan
La contea di Ningnan (宁南县S, Níngnán XiànP) è una contea della Cina, situata nella provincia di Sichuan e amministrata dalla prefettura autonoma Yi di Liangshan.